# Mark Pazej
Mark Pazej (* 12. März 2002) ist ein belarussischer Sprinter, der sich auf den 400-Meter-Lauf spezialisiert hat.

## Sportliche Laufbahn
Erste internationale Erfahrungen sammelte Mark Pazej im Jahr 2018, als er bei den U18-Europameisterschaften in Győr mit der belarussischen Sprintstaffel (1000 Meter) im Finale disqualifiziert wurde. Im Jahr darauf schied er beim Europäischen Olympischen Jugendfestival (EYOF) mit 49,14 s in der ersten Runde im 400-Meter-Lauf aus und 2021 belegte er bei den U20-Europameisterschaften in Tallinn in 3:09,14 min den fünften Platz in der 4-mal-400-Meter-Staffel. 
2022 wurde Pazej belarussischer Hallenmeister im 400-Meter-Lauf.

## Persönliche Bestleistungen
- 400 Meter: 47,31 s, 15. Juni 2021 in Brest
  - 400 Meter (Halle): 47,47 s, 25. Februar 2022 in Mahiljou